# Halskrage

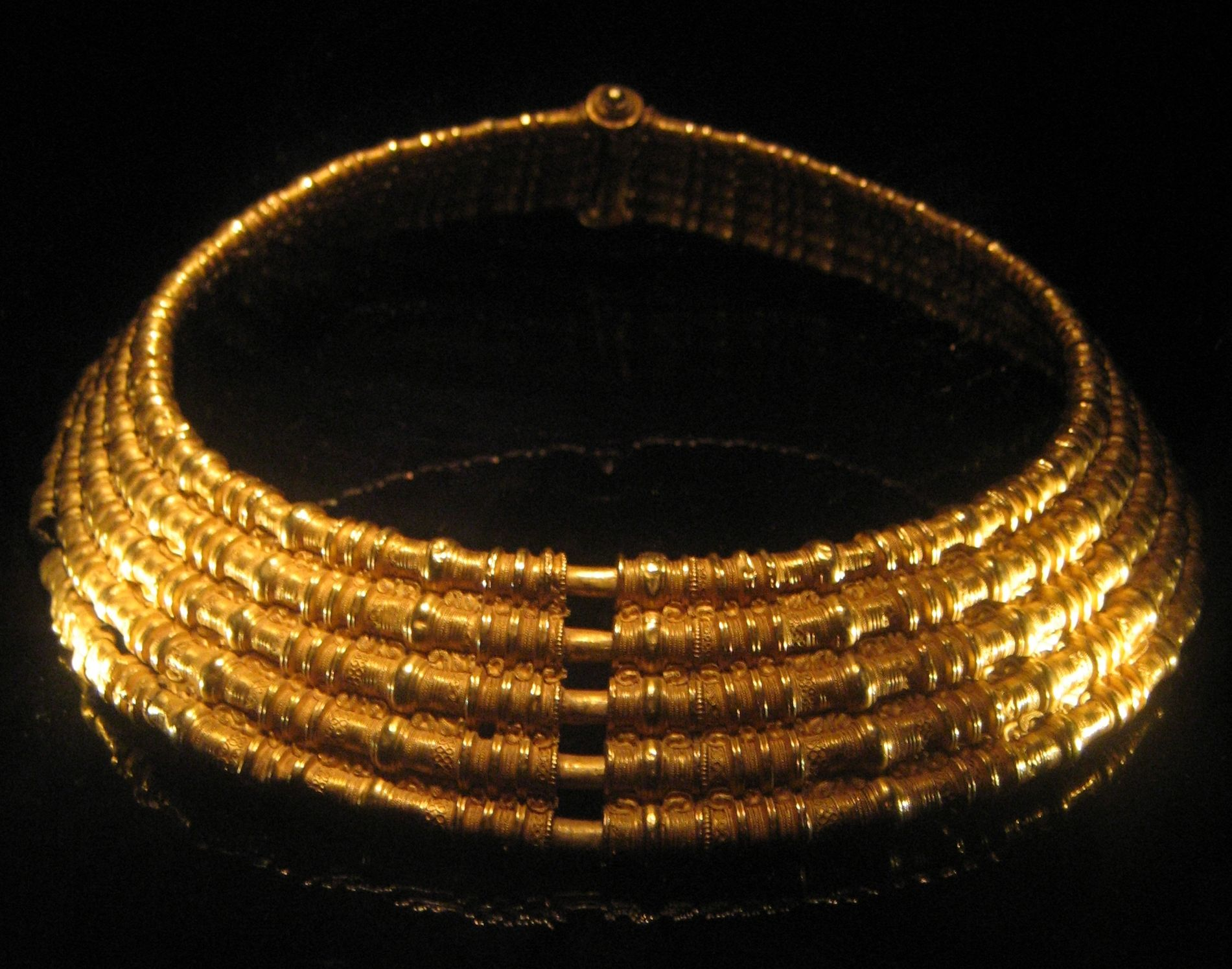
Färjestadskragen är daterad till folkvandringstid.

Halskrage är en typ av artefakt som förekommer under flera perioder. Halskragar av brons förekom under yngre bronsålder. Framtill är den breda kragen ofta dekorerad med dekormönster, vanligtvis spiralmönster. Halskragar av guld är dock från folkvandringstiden (se nedan).
Halskrage kan även vara det som ibland kallas officersbricka eller dagbricka. Det är vad som är kvar av den medeltida riddarrustningen i dagens armé, se ringkrage.

## Guldhalskragar
Guldhalskragarna är en benämning på ornamenterad halskrage av guld från folkvandringstiden (400-550 e.Kr.). Sammanlagt har sex stycken, varav flera fragmentariska, påträffats i Sverige och Danmark. Guldhalskragarna hör till de absolut förnämsta fynden från europeisk forntid.
I Sverige har tre hela halskragar upphittats, Ållebergskragen som hittades 1827 vid norra sidan av Ålleberg i Karleby socken, Falköpings kommun, Färjestadskragen som hittades 1860 under grävningsarbeten vid Färjestaden i Torslunda socken på Öland, samt Mönekragen, som hittades 1864 i Möne socken i nuvarande Ulricehamns kommun i Västergötland. Ett fragment (221 gram) av en guldhalsring (SHM 8540) har hittats i Köinge socken i Halland. Alla de tre guldhalskragarna, som har upphittats i Sverige, finns i Guldrummet i Statens historiska museum i Stockholm. 
På Ållebergskragen ser man gapande ansiktsmasker och små djurfigurer mellan rören. Längst bort på vulsterna skymtar män med uppsträckta händer, kanske akrobater. På Färjestadskragen föreställer ornamenten också djur, men de är mer sönderstyckade än på kragen från Ålleberg. På Mönekragen finns det flest figurer, det är hela 458 stycken, det är den största funna guldhalskragen i Sverige, men guldet som Mönekragen är tillverkad av kommer troligtvis från Romarriket.
Halskragarna är gjorda av romerska guldmynt som vid denna tid i stor mängd kommer till Sverige. De är rikt ornamenterade med mycket småskaliga detaljer. De visar slitage vilket kan tyda på att de burits av hövdingar men de kan också ha suttit på avbildningar av fornnordiska gudar. Smyckena, som var tunga och praktfulla, bars av män, och de var inte avsedda för kvinnor. Kragarna har en inre diameter av omkring 2 decimeter och de väger omkring 1 kilo. Baktill är kragarna försedda med gångjärn och framtill är de delade i två halvor med ena halvans rör tvärt avskurna. Den andra halvan är avslutad med smala spetsar som griper in i motsatta sidans rör och låser kragarna då man fäller ihop dem. Kragarna består av grova rör av guld med grupper av knoppar som är hoplödda till genombrutna ytor. Guldrören är belagda med guldtråd som är pärlad, så kallad filigran. Guldtråden är ibland så fin att nutida guldsmeder säger sig inte kunna producera något liknande.

## Halssmycken, torqueser och guldhalsringar

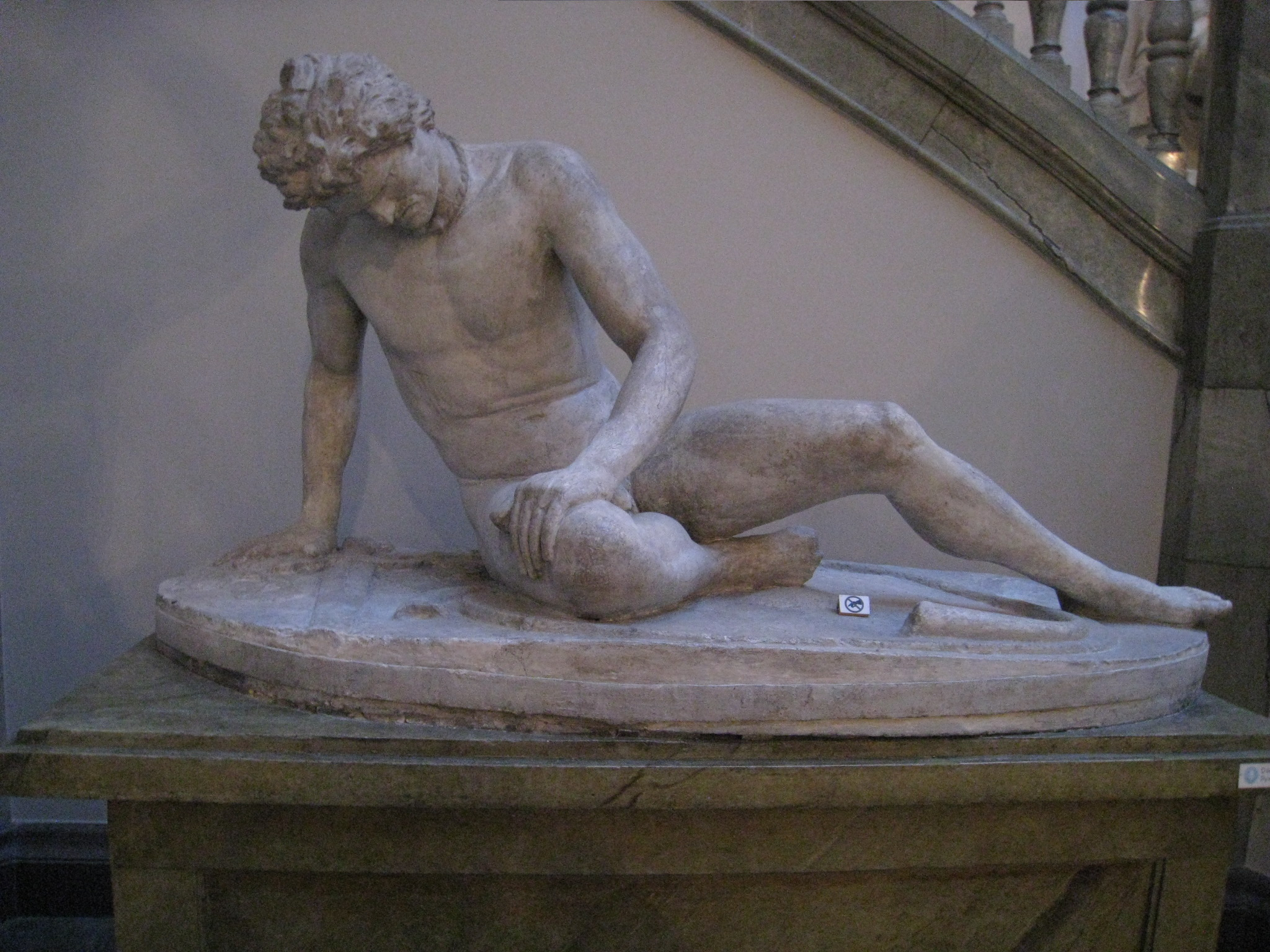
Bland de antika gipserna på Konstakademien i Stockholm finns en kopia av den Döende gallern, som bär en torques, en ring runt halsen som krigartecken. Skulpturen är en romersk marmorkopia av en hellenistisk bronsskulptur från 200-talet f.Kr. Kopian utfördes under 100-talet e.Kr.

I Danmark har man hittat ett halssmycke som består av bara ett enda, men mycket tjockt guldrör. Detta antyder ursprunget till guldhalskragarna. Den traditionskedjan är den sista länken som började tusen år tidigare med de keltiska männens krigartecken, så kallade torques. Torquesen bestod av en halsring med stora ändkulor och öppningen vänd framåt, det var en halsring eller armring av ädelmetall. Metallen var oftast vriden och hade en struktur som liknade rep och med en låsmekanism i form av två stora knoppar eller öglor. Traditionen gick vidare till danska och sydsvenska hövdingars rikt arbetade guldhalskragar. Den romerska härens tapperhetstecken utgör kopior av torques och de gick via den romerska hären, dessa kunde ges i flera exemplar till samme man.
På Kapitolinska museerna i Rom finns den antika skulpturen den Döende gallern, som är en romersk marmorkopia av en hellenistisk bronsskulptur från 200-talet f.Kr. Kopian utfördes under 100-talet e.Kr. Mannen på skulpturen bär en torques. Skulpturen påträffades omkring 1620 och införskaffades 1737 av påve Clemens XII för Kapitolinska museernas räkning.
Vidare finns i skattkammaren på Gotlands fornsal i Visby en guldhalsring, Havorringen, som hittades hösten 1961 vid en utgrävning av Havors fornborg i Hablingbo på sydvästra Gotland. Havor är mest känd för de många fornlämningarna på platsen samt att den är fyndplats för Havorskatten. När man hittade detta bronskärl var det fyllt av importföremål. Bronskärlet hade vackert gjutna handtag som låg nedfällda mot mynningskanten. Överst i kärlet låg en väldig guldring av keltisk typ med rikt ornerade ändknoppar. Ornamenten är märkligt nog skytiska av ett slag som man bara känner till från Sydryssland. Ringen är troligen avsedd för en gudabild och den är 24 centimeter i diameter. I kärlet fanns också skaftet av en vinskopa med sil samt tre vinskopor med kort skaft med romerska fabriksstämplar av samma slag som på fynd från Pompeji. Två klockor hittades också, de hade troligen varit fästade vid den bronsring som bildade en skrammeldon (till exempel spiskrok, kaffekärl eller mindre kniv med metallskaft), som kanske användes i kultsammanhang. Man antar att föremålen, skatten från Hablingbo, kan ha gömts vid ett överfall på Havors fornborg någon gång under äldre romersk järnålder. Under mystiska omständigheter stals ringen från Gotlands fornsal den 18 juni 1986. Något år efter stölden beställdes en kopia av den kopia av Havorringen som finns på Historiska museet i Stockholm och det är nu den man kan skåda på Fornsalen i Visby tillsammans med de övriga fynden från utgrävningen.

## Bildgalleri

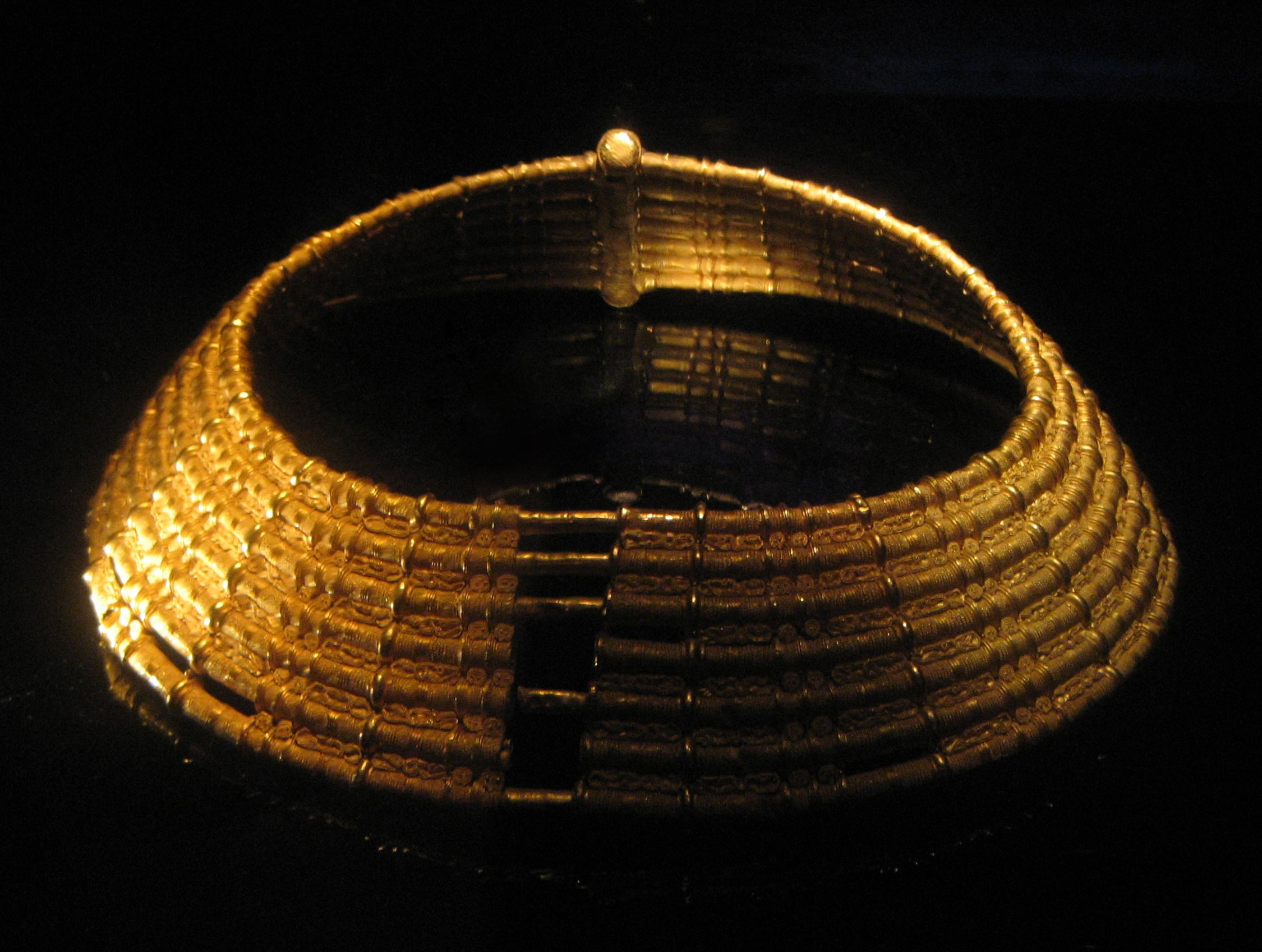
Den sjuringade Mönekragen.
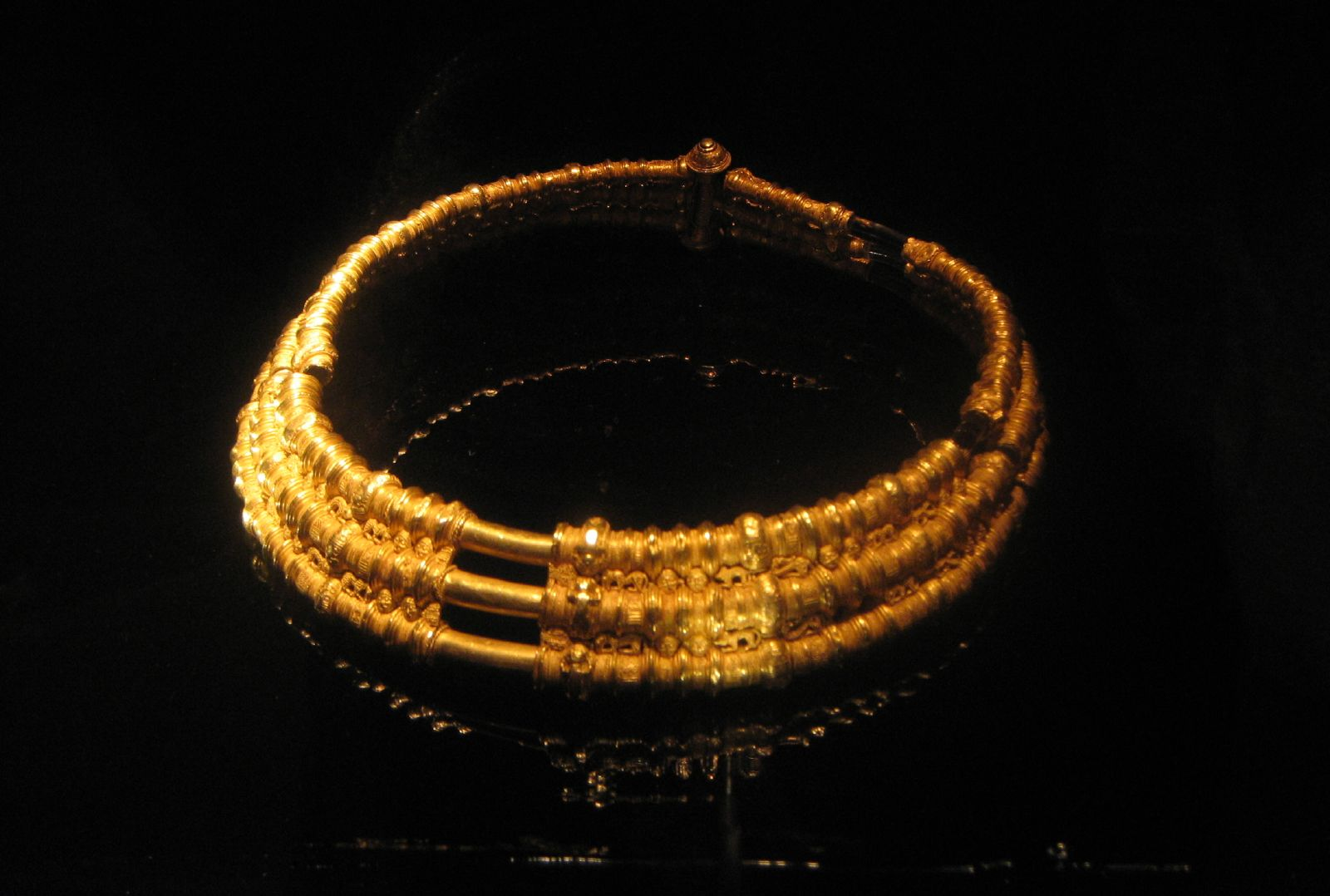
Den treringade Ållebergskragen.
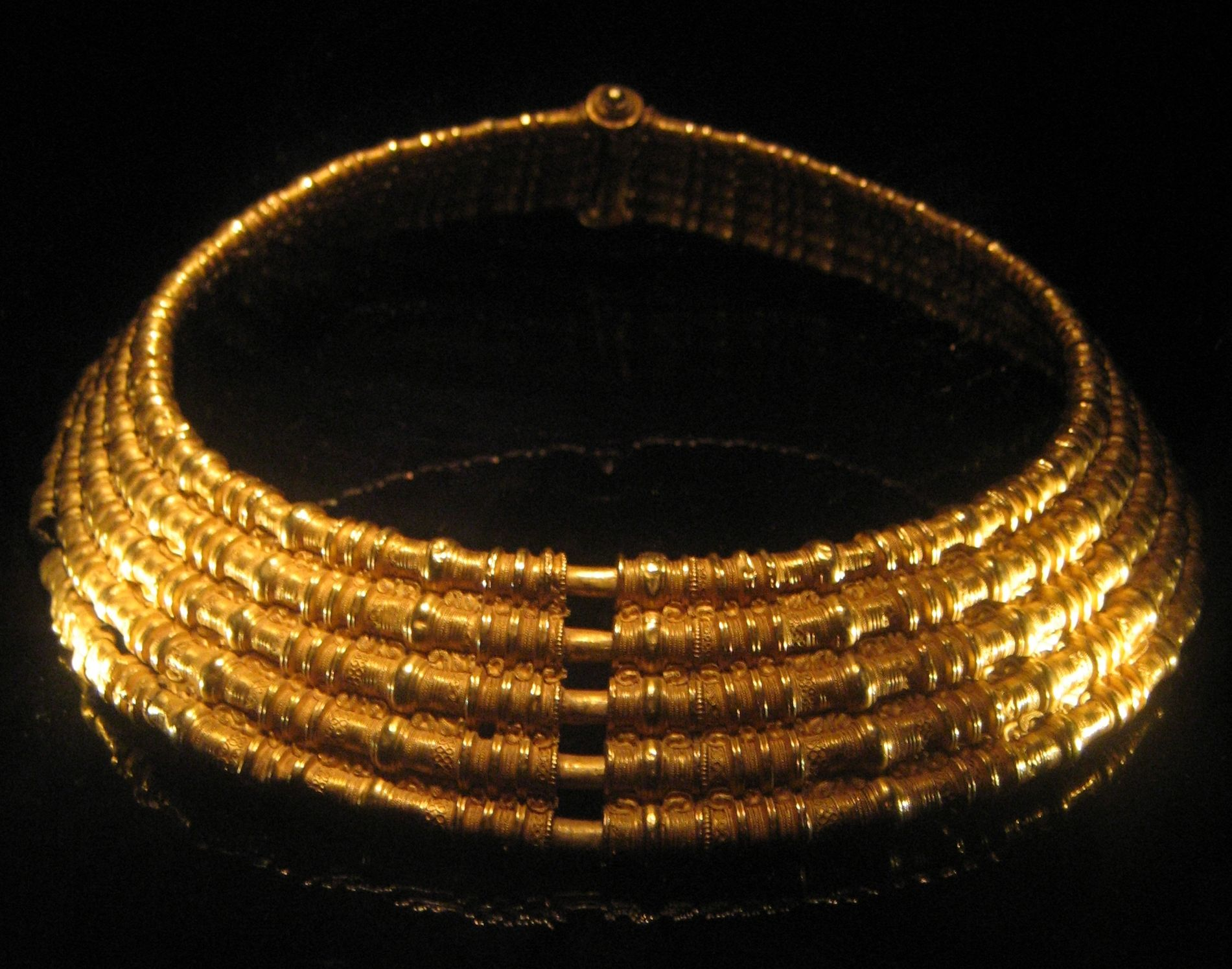
Den femringade Färjestadskragen.
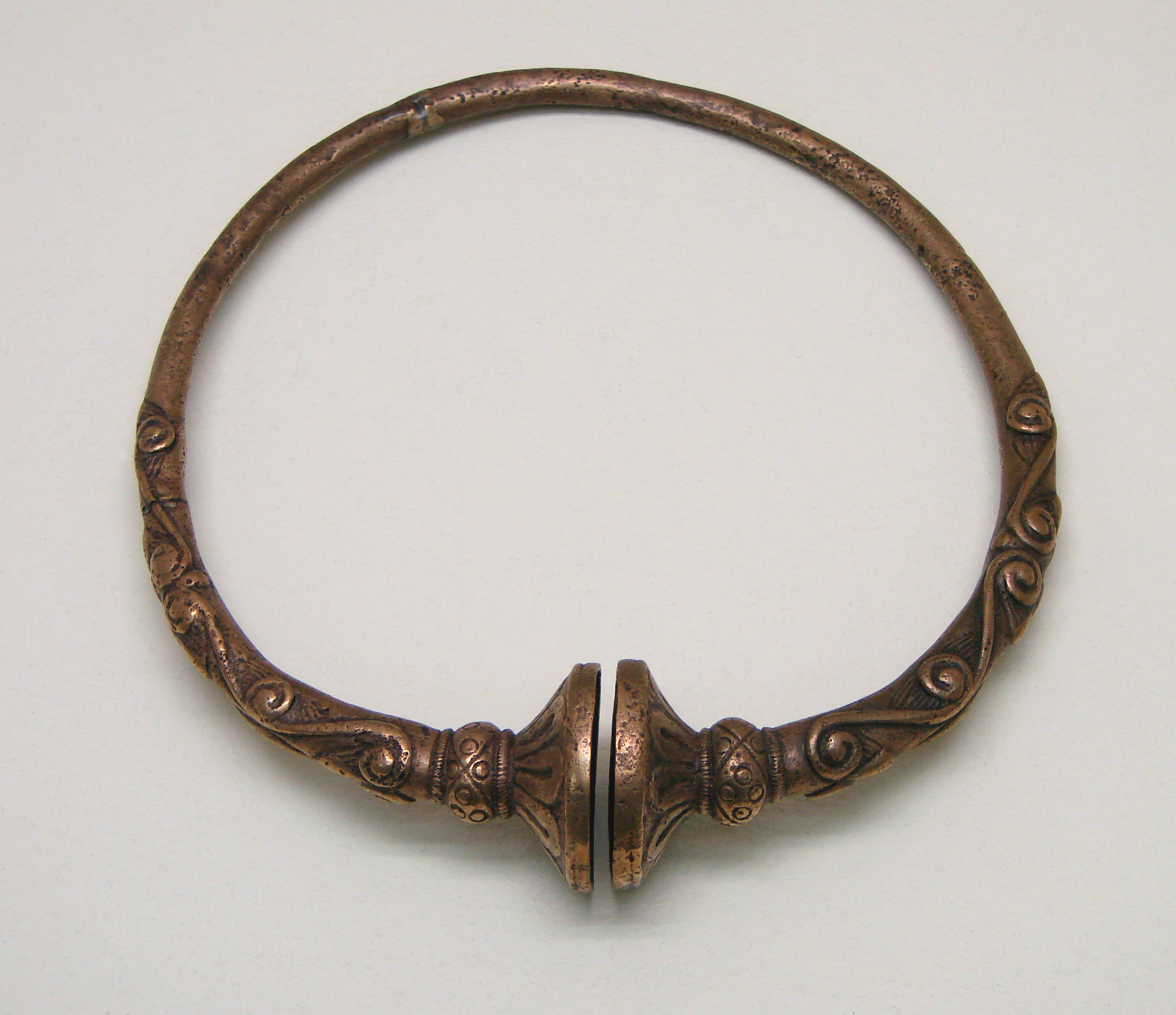
Bronstorques från 400-talet f.Kr. av buffertyp från Frankrike.
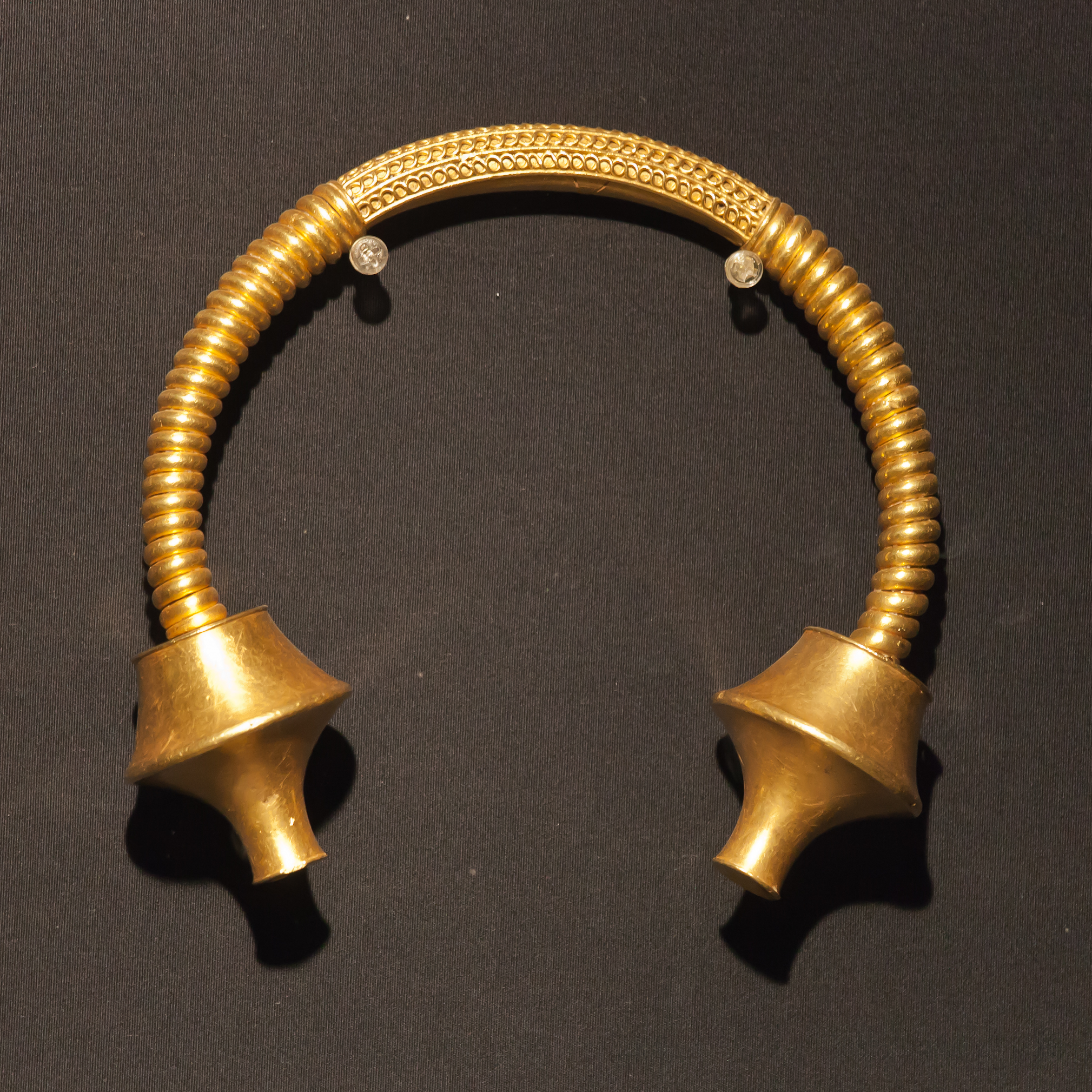
Torques från Burela i Galicien, med dubbel gjutning "scotiae", terminaler och bågdekoration. Den väger 1,812 kg och är den tyngsta iberiska torquesen. Museo Provincial de Lugo.
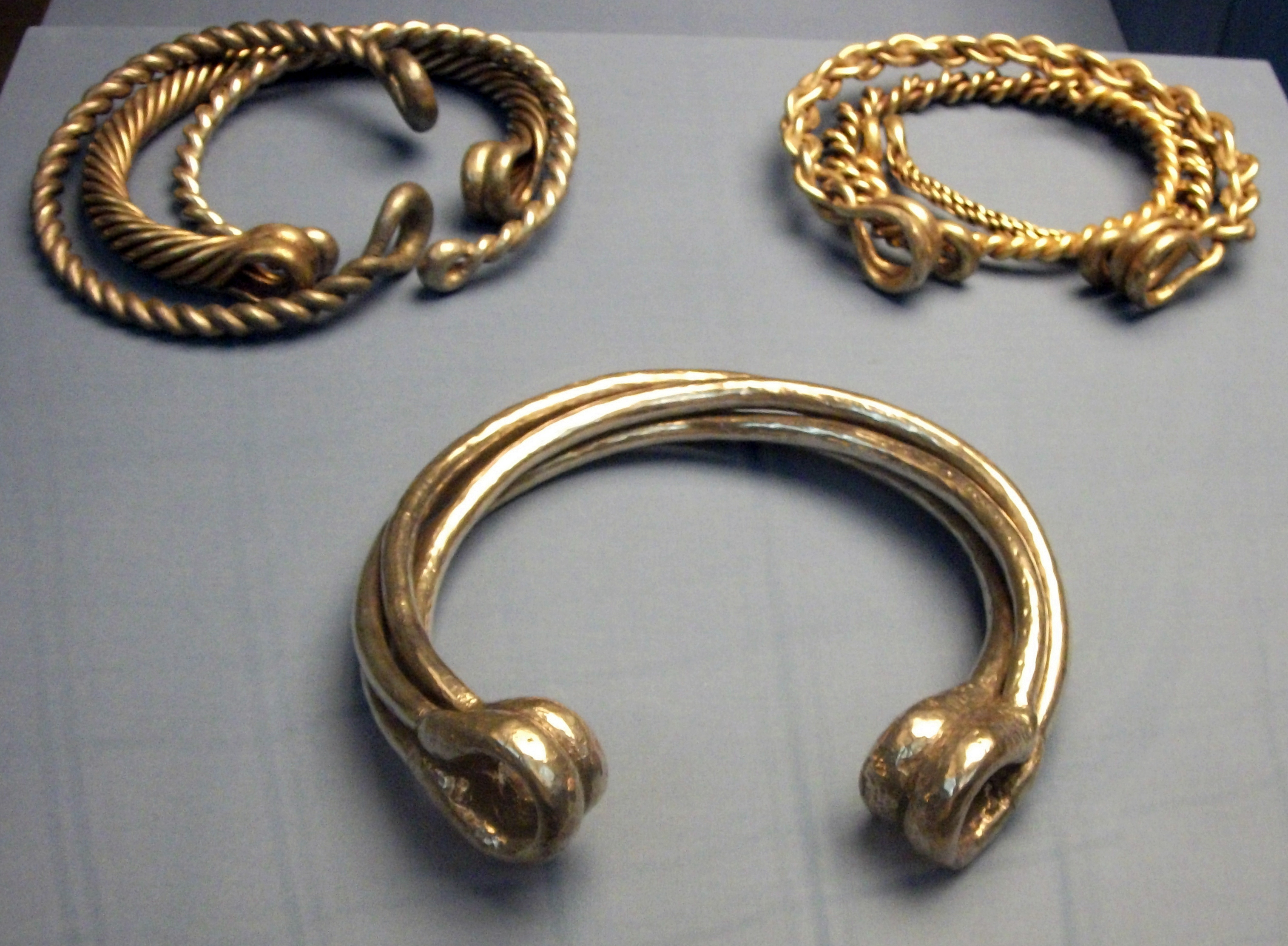
Torques med fästen med öglor från förrådskammaren i Snettisham Hoard eller Snettisham Treasure i British Museum.
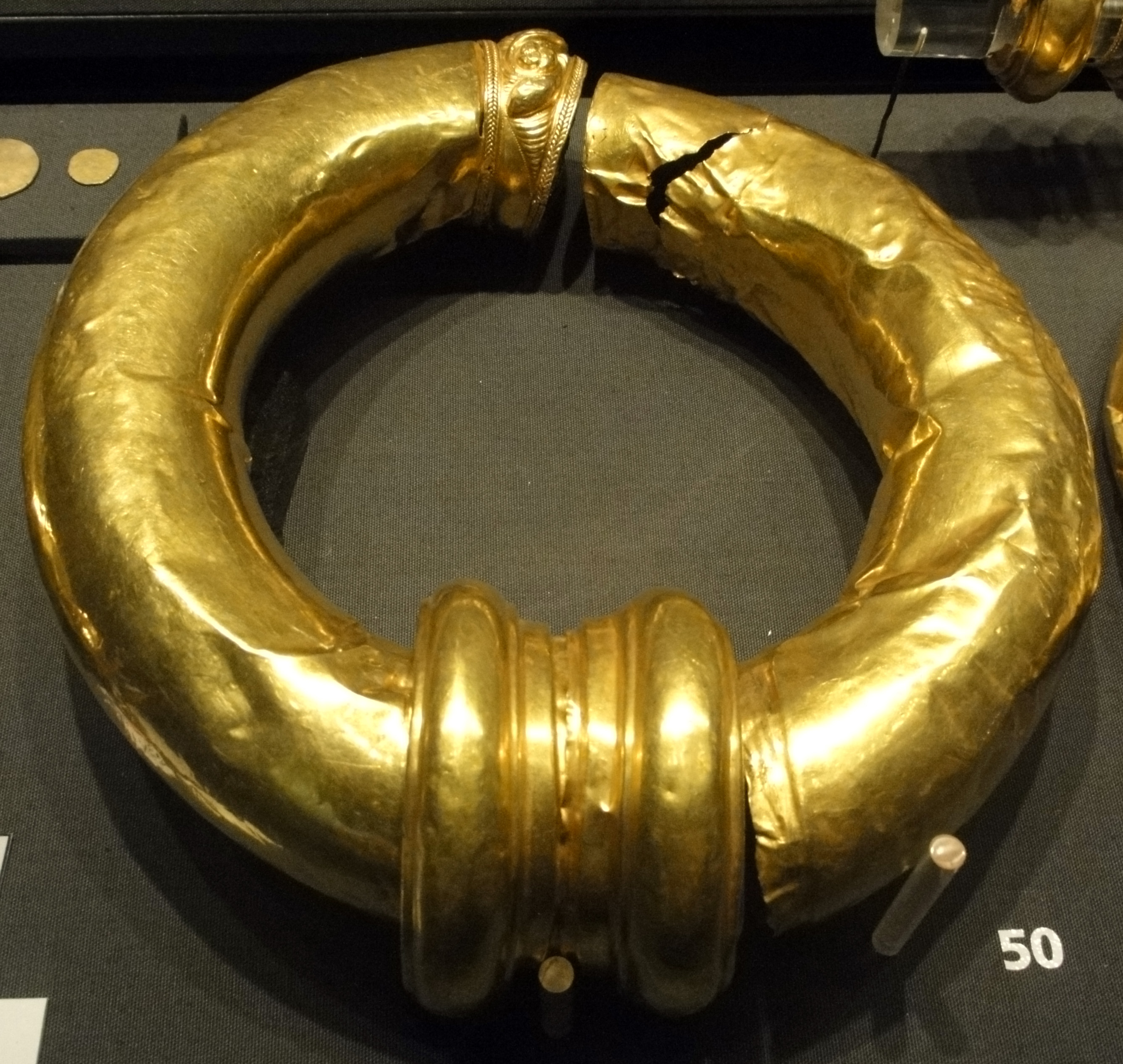
Skatten från omkring år 70 f.Kr. från Snettisham Hoard i British Museum.
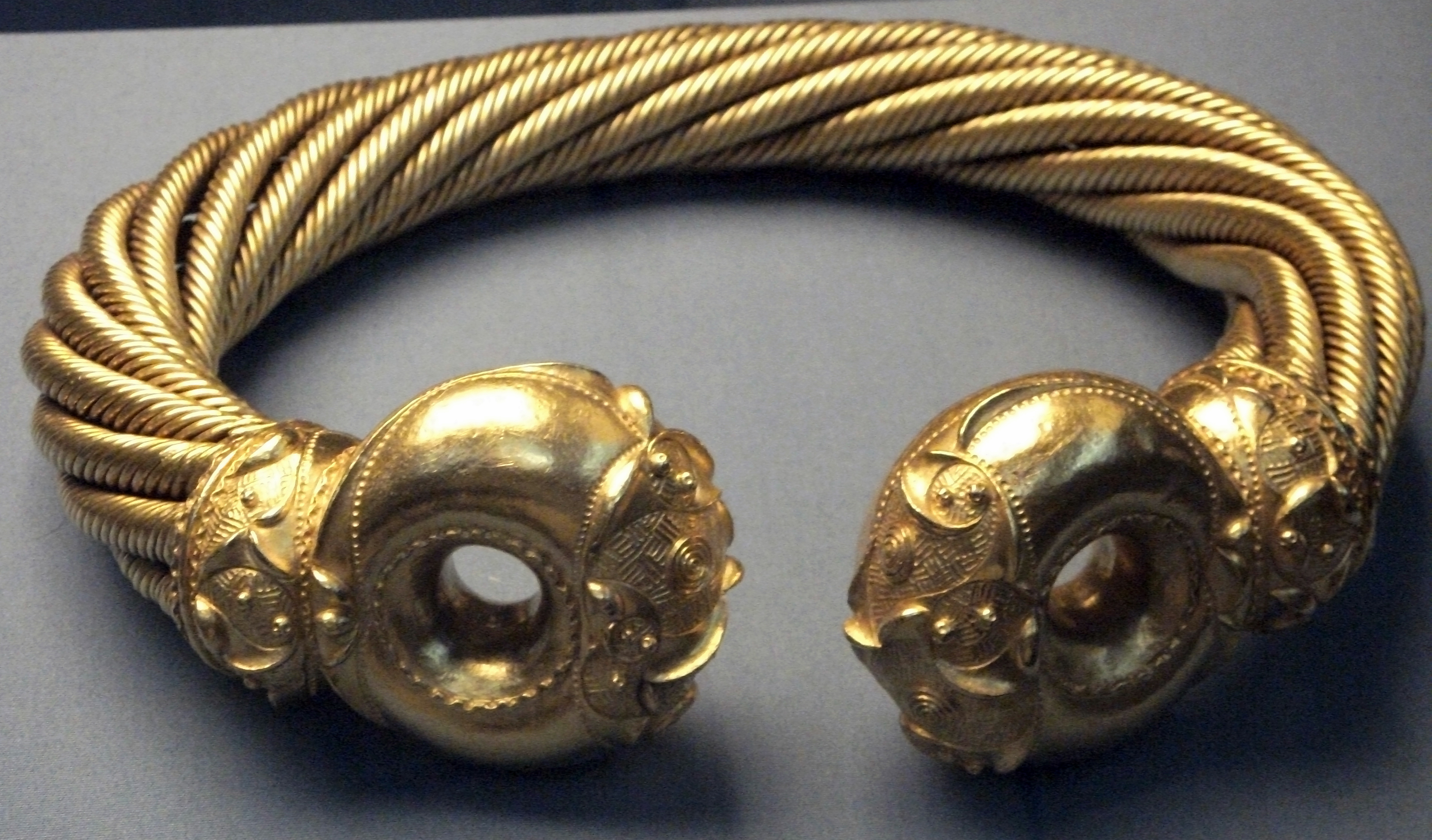
Skatten från Snettisham Hoard i British Museum.